# Kronotskigolf
De Kronotskigolf (Russisch: Кроноцкий залив; Kronotski zaliv) is een golf voor de oostkust van het Russische schiereiland Kamtsjatka, die onderdeel vormt van de Grote Oceaan. De golf strekt zich uit langs de kust over een lengte van 68,5 kilometer tussen de schiereilanden Sjipoenski en Kronotski (aan de monding 231 kilometer) en heeft een maximale diepte van 1500 meter. De golf is meestal bevroren in de winter en vormt onderdeel van het natuurreservaat zapovednik Kronotski.